# Strychnos rufa
Strychnos rufa är en tvåhjärtbladig växtart som beskrevs av Charles Baron Clarke. Strychnos rufa ingår i släktet Strychnos och familjen Loganiaceae. Inga underarter finns listade i Catalogue of Life.